# أدب قبطي عربي

كتاب صلوات ثنائي اللغة من القرن السابع عشر أو الثامن عشر، بنص قبطي-يوناني وعربي

الأدب القبطي العربي هو أدب الأقباط المكتوب باللغة العربية. وهو يختلف عن الأدب القبطي المكتوب باللغة القبطية بالأبجدية اليونانية.
بدأ الأدب القبطي العربي في القرن العاشر خاصةُ مع حركة النهضة المحلية التي أسستها الدولة الفاطمية في مصر وبر الشام، وبلغ عصره الذهبي في القرن الثالث عشر، ثم تراجع في أواخر العصور الوسطى وأوائل العصر الحديث قبل أن يشهد انتعاشًا في القرن التاسع عشر.

## التاريخ
يعود أقدم وجود عربي مُوثق في مصر إلى ما قبل الإسلام، تحديدًا القرن الثاني قبل الميلاد، على الرغم من أنه أصبح أكثر وضوحًا في العصر الروماني (من القرن الأول قبل الميلاد إلى القرن الرابع الميلادي)، استوطن هؤلاء العرب سيناء وشرق مصر، وكانوا مسيحيين متحالفين مع الرومان، مثل بني لخم. لكن دخلت اللغة العربية إلى مصر بعد الفتح الإسلامي في عام 641 م. استخدم المسلمون اللغة القبطية إلى جانب اللغة العربية في إدارة البلاد، وأنتجوا بعض الوثائق ثنائية اللغة في القرن السابع. وفي عام 705، أصبحت اللغة العربية هي اللغة الرسمية الوحيدة للأغراض الإدارية، وذلك مع تزايد نموها، وتعريب الدواوين الفارسية. حلت تدريجيًّا محل اللغة القبطية كلغة منطوقة وأدبية للأقباط في فترة استغرقت قرون عديدة، بدأت فيها اللغة القبطية تتأخر عن ركب التطورات اللغوية في العصور الوسطى. وكانت هذه العملية أبطأ بكثير في مصر منها في بلا الشام وفلسطين، حيث كان السكان يتحدثون الآرامية، وهي لغة قريبة جدًّا إلى اللغة العربية. إن الكتابة المسيحية الفلسطينية باللغة العربية تسبق الكتابة المصرية بقرنين من الزمن. هناك أدلة قليلة على وجود كتابة قبطية عربية قبل القرن العاشر.

### الأصول
كان أول المؤلفين القبطيين العرب هم البطريرك الملكي أوطيخيوس (ت. 940) والأسقف القبطي الأرثوذكسي سويرس بن المقفع (ت. 987). كتب أوتيخيوس تاريخًا كليًّا حتى خلافة الراضي (934-940). وقد استكمل هذا العمل فيما بعد يحيى بن سعيد الأنطاكي. كتب أوطيخيوس أيضًا رسالة دفاعية تدافع عن العقيدة المالكانية ضد كل من الأرثوذكسية القبطية والإسلام، بعنوان كتاب الجدل بين المخالف والنصراني.
كتب سويرس ردًا على كتاب أوطيخيوس من وجهة نظر أرثوذكسية. وقد كتب ما لا يقل عن 38 عملاً معروفًا باللغة العربية، معظمها في الأمور المسيحية وبعضها في علم النفس والطب والأمثال العربية. وهو أهم شخصية مبكرة في الأدب القبطي العربي. كتب صديق سويرس ومعاصره، بولس بن رجاء، وهو من المرتدين عن الإسلام، نقدًا لإيمانه القديم، وكانت لغة العمل هي العربية، واسم الكتاب الواضح بالحق، والذي تُرجم لاحقًا إلى اللاتينية وكان له تأثير كبير في الغرب.

### العصر الذهبي
بحلول أواخر القرن الحادي عشر، بدأت اللغة العربية تتفوق على اللغة القبطية، وكان هناك تراجع واضح في معرفة اللغة القبطية بين المسيحيين المصريين. تم تجميع اعتراف الآباء حوالي عام 1078 باللغة العربية من مصادر قبطية. ازدهرت حركة الترجمة من القبطية إلى العربية في القرنين الحادي عشر والثاني عشر في عهد الفاطميين.
في عهد الأيوبيين في أوائل القرن الثالث عشر، شهدت اللغة القبطية العربية نهضة. وقد قاد هذه الحركة أربعة إخوة بارزين، وهم أولاد العسال. ومن نتاج هذه الفترة ترجمة جديدة للعهد الجديد إلى اللغة العربية استنادًا إلى الترجمات اليونانية الأولية والسريانية للعهد الجديد. كما كتب إخوة العسال دفاعًا عن القيمة الأدبية للعهد الجديد وأنتجوا قاموسًا ثنائي اللغة قبطيًّا عربيًّا وقواعد للغة القبطية باللغة العربية. وقد طوروا أسلوبهم الخاص في الكتابة اليدوية وأسموه الأسدي.
كما شهد التأريخ القبطي العربي نهضة جديدة في عهد المماليك الأوائل. بدأ العمل الرئيس على يد المكين جرجس بن العميد واستمر في العصر المملوكي على يد المفضل بن أبي الفضائل. وقد بلغت ذروة العصر الذهبي في كتابات ابن كبر الذي توفي سنة 1324م.
من المرجح أن أول ترجمات عربية للأناشيد والنصوص الليتورجية الأخرى من اللغة القبطية تمت في القرن الثالث عشر أو الرابع عشر. وقد أصبح هذا الأمر ضروريًّا بسبب تراجع استخدام اللغة القبطية بين الناس. ومع ذلك، ظلت النصوص القبطية هي القاعدة في الأديرة.

### الانحدار والانتعاش
العمل الموسوعي لابن سباع (ق. 1300) على مكاتب وتقاليد الكنيسة القبطية يمثل بداية انحدار الكتابة القبطية العربية. إن أدنى مستوى للغة القبطية العربية يتوافق مع أدنى مستوى للثقافة الإسلامية المصرية في ظل الإمبراطورية العثمانية من عام 1518 إلى عام 1798. كان البابا كيرلس الرابع (توفي عام 1861) هو الذي قام بإصلاح الكتابة القبطية العربية من خلال إنشاء المدارس.
وفي أوائل القرن العشرين، ظهرت صحيفتان قبطيتان هما الوطن ومصر. وقد شهد الأدب القبطي الحديث باللغة العربية ازدهارًا بعد اغتيال رئيس الوزراء بطرس غالي عام 1910 ومؤتمر أسيوط عام 1911. كانت هذه الفترة التي شهدت وحدة الهدف بين المصريين الأقباط والمسلمين ضد الاحتلال البريطاني، والتي بلغت ذروتها في الثورة المصرية عام 1919.

## الأنواع

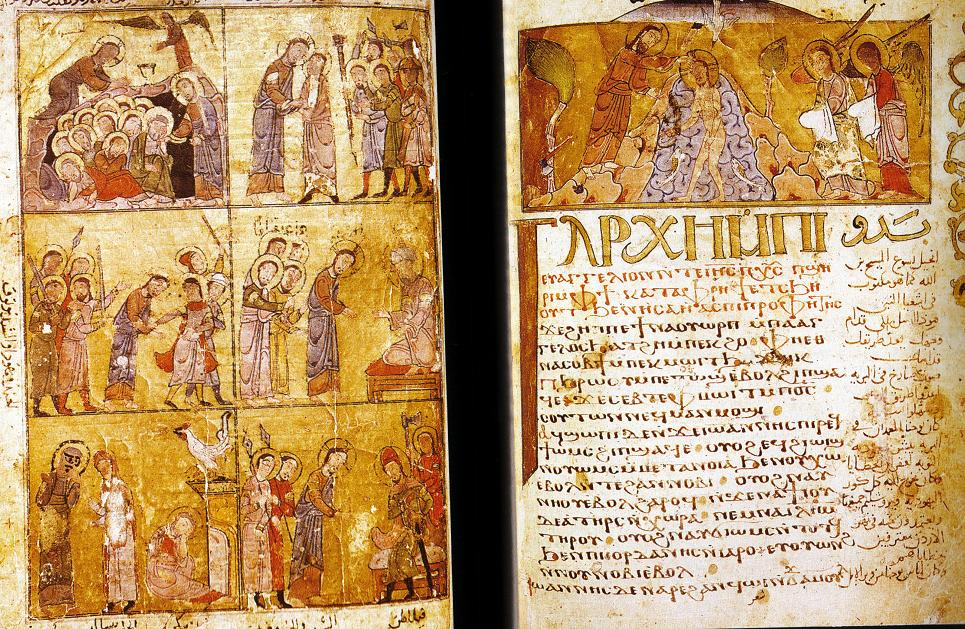
نسخة مُذهبة من الكتاب المقدس تعود إلى القرن الثالث عشر باللغتين القبطية والعربية

### الأسفار
وقد تمت ترجمة العديد من الكتب المقدسة المكتوبة باللغة القبطية إلى اللغة العربية في وقت لاحق. وتشمل هذه الكتب سفر رؤيا أثناسيوس الزائف، وسفر رؤيا صموئيل القلموني، ورسالة بيسنطيوس الزائف ، ورؤى شنودة. وكانت هناك أيضًا نصوص نهاية العالم المكتوبة باللغة العربية. كانت نهاية العالم القبطية العربية في العادة تحمل أسماء مستعارة بهدف إتاحة المجال لانتقاد السلطات من مسافة آمنة. وقد تضمنت أسطورة الإمبراطور الروماني الأخير [الإنجليزية]، لكنها صورت دائمًا الكنيسة القبطية منتصرة على المسيحية الخلفدونية.

### القانون الكنسي
وقد كتب كل من ابن الراهب والبابا كيرلس الثالث (ت. 1243) أعمالاً في القانون الكنسي. بالإضافة إلى ذلك، كتبوا ما لا يقل عن ستة قوانين قبطية باللغة العربية. لم يتبق منها اليوم سوى خمسة، وقد فقدت واحدة منها عندما رسمها البابا غابرييل الثاني (توفي عام 1145). يشكل قانون القرن الثالث عشر للصفي بن العسال أساس الكتاب الإثيوبي فتحا ناجاست [الإنجليزية].

### التعليم المسيحي
هناك سلسلة من النصوص التعليمية باللغة العربية من القرن العاشر أو الحادي عشر وحتى القرن الثالث عشر. الأول هو كتاب الإيضاح ، وهو مكتوب بأسلوب مباشر. يشير مقدمة الكتاب إلى كيف أصبحت المصطلحات الإسلامية معروفة بشكل أفضل في الدوائر المسيحية مقارنة بالمصطلحات المسيحية التقليدية. ويأتي بعد ذلك في الترتيب كتاب المعلم والتلميذ المجهول، والذي ينقسم إلى عشرة أسئلة. يحتوي الكتاب على نسخة قبطية عربية مميزة من صلاة يسوع [الإنجليزية]: "يا رب يسوع، ارحمني. يا رب يسوع، أعنّي. يا رب يسوع، أحمدك وأعبدك". تلا ذلك عملان يحملان عنوانين متشابهين، أحدهما في ثمانية أسئلة لمرقس بن قنبر، والآخر في اثنين وعشرين فصلًا لكيرلس الثالث.

### اللغويات القبطية
كُتبَت القواعد النحوية القبطية الأولى باللغة العربية في القرن الثالث عشر. لم يكن هناك تاريخ سابق للكتابة النحوية في اللغة القبطية أو في اللغة المصرية السابقة. كانت الكتابة النحوية القبطية العربية مستوحاة بالكامل من التقاليد اللغوية العربية الموجودة بين المسلمين.
نشأت المعاجم القبطية في اللغة العربية في نفس وقت ظهور قواعد اللغة تقريبًا، إلا أن لها سوابق في القبطية واليونانية ترجع إلى أواخر العصور القديمة. تحتوي إحدى رسائل المعجم القبطية العربية التي يرجع تاريخها إلى القرن الثالث عشر، والتي تحمل عنوان السلم الشامل، على ملحق يتضمن مسردًا عربيًا فرنسيًا قديمًا مع النص الفرنسي بالخط القبطي.

### سير القديسين
تُرجمَت حياة العديد من القديسين الأقباط الأوائل إلى اللغة العربية. وقد كُتبَت أيضًا العديد من السير العربية الجديدة.
السنكسار القبطي العربي هو مجموعة من السير الذاتية القصيرة للقديسين، وخاصة الشهداء، ربما تم جمعها لأول مرة في أوائل القرن الثالث عشر، ولكنها لم تصل إلى شكلها النهائي إلا في القرن الرابع عشر. والسنكسار أي السير الذاتية التي يُقصد قراءتها كجزء من خدمة أي يوم معين.

### التأريخ
تُعد حوليات أوطيخيوس أول عمل في التأريخ العربي المصري. ربما بدأ استكمال يحيى في مصر، لكنه انتهى في سوريا عام 1034. كما ألف يحيى كتابًا في الحساب لعيد الفصح، يُعرف من خلال اقتباس ابن الراهب.
تُرجم عملان مبكران من التأريخ باللغة القبطية إلى اللغة العربية. كان لسجلات يوحنا النقيوسي تأثير ضئيل. وقد فُقدَت النسختان القبطية والعربية، ولم يتبق منها سوى النسخة الإثيوبية. وكان تاريخ بطارية الإسكندرية الأكثر تأثيرًا هو سلسلة من السير الذاتية لبطاركة الأقباط الأرثوذكس. اكتملت الترجمة للعربية في أواخر القرن الحادي عشر على يد موهب بن منصور بن مفرج. وقد استمر هذا العمل بعد ذلك مع نشر سيرة ذاتية أصلية قصيرة باللغة العربية. 
في أواخر القرن الثاني عشر، بدأ أبو المكارم في إعداد دليل إرشادي عن الكنائس والأديرة في مصر. وقد وُسع العمل في أوائل القرن الثالث عشر بإضافة العديد من الإشعارات التاريخية إلى تاريخ الكنائس والأديرة في مصر. كما يوجد من القرن الثالث عشر تاريخ عالمي مفقود ينتهي في عامي 1217-1218 على يد الأسقف أبريم. وقد يكون هذا هو نفس العمل الذي ذكره ابن الراهب في تاريخ بعض الصاعدين.

### الشِعر
الشعر القبطي العربي معروف منذ وقت مبكر من القرن الثالث عشر. وشهد أوائل القرن العشرين طفرة في الإنتاج، ولكن لا يوجد وجه مقارنة بين شعراء الأقباط في اللغة العربية بأفضل الشعراء المسلمين المصريين.

### اللاهوت والفلسفة
كان اللاهوت القبطي العربي قبل القرن الثالث عشر تعليميًا ورعويًا وجداليًا دفاعيًا في المقام الأول (موجهًا إما إلى الطوائف المسيحية الأخرى أو الإسلام). وفي القرن الثالث عشر، كان هناك تحول نحو نهج أكثر منهجية، وحتى موسوعيًا، يعتمد على المنطق والفلسفة ويتأثر بشكل كبير بالكلام الإسلامي. أنتج علماء اللاهوت في هذه الفترة أعمالًا مشابهة جدًا في الأسلوب للملخصات [الإنجليزية] التي أُنتجَت في نفس الوقت في الغرب اللاتيني.
ومن أبرز متكلمي النهضة القبطية العربية: الصفي بن العسال، والمؤمن بن العسال، وابن الراهب، وابن كبير، والمكين جرجس بن العميد، ويوحنا بن سبأ.

## علم التباين

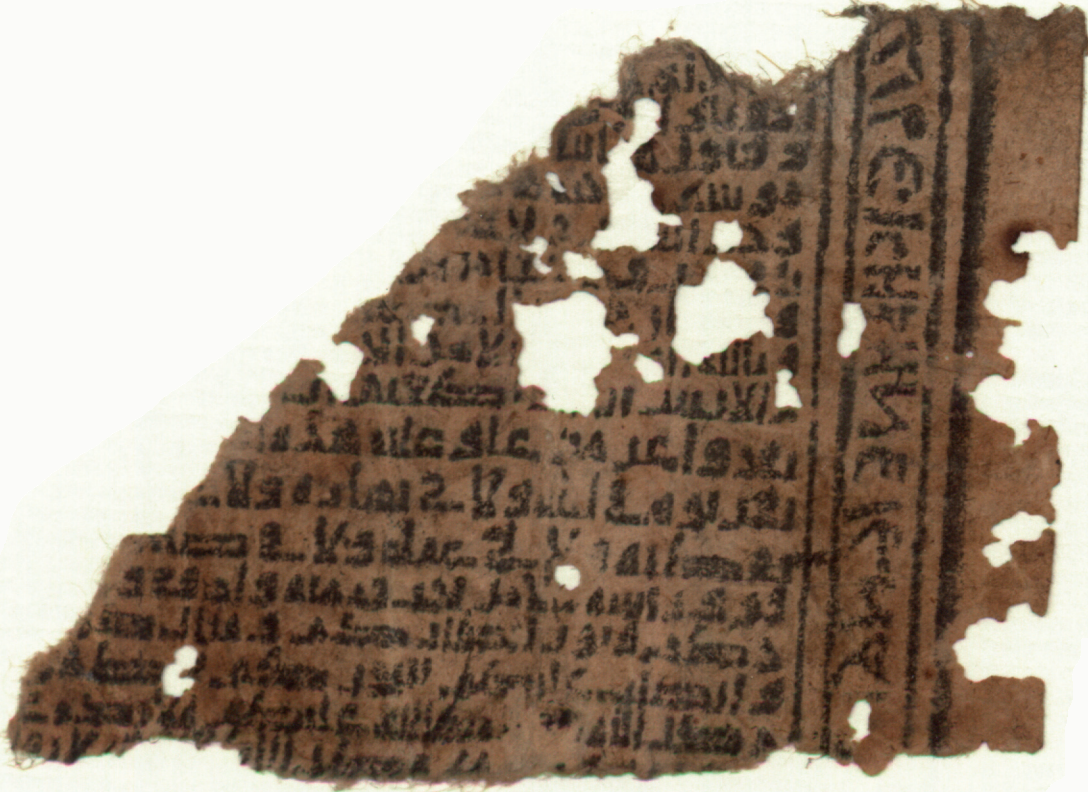
جزء من تميمة مطبوعة عليها نص عربي، بما في ذلك إطار مكتوب بالخط القبطي (نص عمودي على اليمين)

يرى ويليام ووريل [الإنجليزية] أن اللغة القبطية مرت بثلاث مراحل في اتصالها باللغة العربية. أولاً، استعارت الكلمات العربية الغير موجودة في اللغة القبطية. ثانيًا، في حين كانت اللغة القبطية لا تزال لغة حية، فقد كُتبت بعض النصوص باللغة العربية ولكن بالخط القبطي (وهي ممارسة تُعرف باسم الكتابة الكتابية [الإنجليزية]). وأخيرًا، بعد أن حلت اللغة العربية محل اللغة المنطوقة تمامًا، أصبحَت اللغة القبطية تُترجم حسب الحاجة إلى النص العربي.
هناك مخطوطة مجزأة من القرن الثالث عشر مكتوبة باللغة العربية بالخط القبطي تحتوي على بعض أقوال آباء البرية [الإنجليزية]. ويقدم معلومات قيمة عن النطق العامي للغة العربية في مصر في ذلك الوقت. وتُعرف الممارسة نفسها في حالة النص السرياني باسم الكرشوني . من المحتمل أن يكون من أنشأ الأقوال القبطية العربية شخص يتحدث العربية (ربما مسيحي) ولكنه إما تلقى تعليمه وكان أكثر راحة في الكتابة بالقبطية أو رأى أن النص القبطي هو الشكل المكتوب المرموق للعمل الديني.
أنتجت الطباعة العربية في العصور الوسطى (الطرش) بعض الأمثلة على التمائم التي تحمل حروفًا قبطية لنصوص عربية.

## قائمة الكتاب
- سعيد بن البطريق
- سويرس بن المقفع
- بولس بن رجاء
- موهوب بن منصور بن المفرّج الإسكندري
- ابن القلزمي
- مرقس الثالث
- أبو صالح يوأنس
- الأسعد بن مماتي
- أبو المكارم
- أبو صالح الأرماني
- معاني أبي المكارم بن بركات
- مرقس بن قنبر
- كيرلس الثالث
- الأسعد بن العسال
- المؤتمن بن العسال
- الصافي بن العسال
- جرجس بن العميد
- المكين جرجس بن العميد الأصغر
- المفضل بن أبي الفضائل
- بولس البوشي
- ابن الراهب
- ابن كبر
- يوحنا بن سبأ
- ابن صباء
- يوساب الفاوي
- أثناسيوس القوصي
- كيرلس الرابع
- عبد المسيح المسعودي
- حبيب جرجس
- يعقوب نخلة رفيلة

## قائمة الأعمال

### أعمال مجهولة المصدر
- مسرد عربي-فرنسي قديم
- نبوءة سيبيلية قبطية عربية
- السنكسار القبطي العربي
- التاريخ الشرقي
- كتاب الإيضاح
- كتاب المعلم والتعليم
- كيبرا ناجاست
- تاريخ الكنائس والأديرة في مصر

### ترجمات من القبطية
- رؤيا أثناسيوس الزائف
- رؤيا صموئيل القلمون
- رؤيا شنودة
- عظة باللغة العربية للقديس ثيوفيلس الإسكندري

## ملحوظات
1. 1 2 3 4 5 6 7 8 9 10  Atiya 1991.
2. ↑  Gabra 2009، صفحة 75.
3. ↑  Bertaina 2020.
4. 1 2  Gabra 2009، صفحة 76.
5. ↑  Sidarus 1978، صفحة 127.
6. ↑  Gabra 2009، صفحات 77–78.
7. ↑  Cöln 2013، صفحة 4.
8. ↑  Sidarus 2002، صفحة 5 (in the PDF).
9. ↑  Gabra 2009، صفحات 78–80.
10. ↑  Sidarus 2005، صفحات 63–64.
11. ↑  Sidarus 1978، صفحات 126–127.
12. ↑  Aslanov 2006، صفحة 3.
13. ↑  Gabra 2009، صفحات 80–81.
14. ↑  Gabra 2009، صفحات 245–246.
15. ↑  Sidarus 2018، صفحات 159–161.
16. ↑  Sidarus 2018، صفحة 162.
17. ↑  Sidarus 2018، صفحة 163.
18. 1 2  Sidarus 2002، صفحات 8–9 (in the PDF).
19. ↑  Worrell 1934، صفحة 122.
20. ↑  Sobhy 1926.
21. ↑  Richter 2009.
22. ↑  Richardson 2021، صفحة 113.

## فهرس
- Aslanov، Cyril (2006). Evidence of Francophony in Mediaeval Levant: Decipherment and Interpretation (MS. Paris BnF Copte 43). Hebrew University Magnes Press.
- Atiya، Aziz Suryal (1991). "Literature, Copto-Arabic". في Aziz Suryal Atiya (المحرر). The Coptic Encyclopedia. New York: Macmillan Publishers. ج. 5. cols. 1460a–1467b. مؤرشف من الأصل في 2022-10-07.
- Baraz، Daniel (1993). "Coptic–Arabic Collections of Western Marian Legends: The Reception of a Western Text in the East – A Case of Intercultural Relations in the Late Middle Ages". في David W. Johnson (المحرر). Acts of the Fifth International Congress of Coptic Studies. The International Association for Coptic Studies. ج. 2. ص. 23–32.
- Bertaina، David (2020). "The Arabic Version of the Liber Denudationis: How Fāṭimid Controversies Shaped Medieval European Views of Islam". Islam and Christian–Muslim Relations. ج. 31 ع. 4: 425–443. DOI:10.1080/09596410.2021.1872925. S2CID:231741701.
- Cöln، Franz Joseph (2013) [1917]. The Nomocanonical Literature of the Copto-Arabic Church of Alexandria. Gorgias Press.
- Gabra، Gawdat (2009). The A to Z of the Coptic Church. Scarecrow Press.
- Heijer، Johannes den (1994). "Apologetics in Copto-Arabic Historiography: The Life of Afraham Ibn Zurʿah, 62nd Patriarch of Alexandria". في سمير خليل اليسوعي؛ Jørgen Nielsen (المحررون). Christian Arabic Apologetics during the Abbasid Period (750–1258). Brill. ص. 192–202.
- Moawad، Samuel (2014). "Coptic Arabic Literature: When Arabic Became the Language of Saints". في Lois F. Farag (المحرر). The Coptic Christian Heritage: History, Faith, and Culture. Routledge. ص. 224–236.
- Richardson، Kristina (2021). Roma in the Medieval Islamic World: Literacy, Culture, and Migration. Bloomsbury Academic.
- Richter، Tonio Sebastian (2009). "Greek, Coptic and the 'language of the Hijra': The Rise and Decline of the Coptic Language in Late Antique and Medieval Egypt". في Hannah M. Cotton؛ روبرت هويلاند؛ Jonathan J. Price؛ David J. Wasserstein (المحررون). From Hellenism to Islam: Cultural and Linguistic Change in the Roman Near East. Cambridge University Press. ص. 401–446.
- Schwarb، Gregor (2014). "The 13th-Century Copto-Arabic Reception of Fakhr al-Dīn al-Rāzī: Al-Rashīd Abū l-Khayr Ibn al-Ṭayyib's Risālat al-Bayān al-aẓhar fī l-radd ʿalā man yaqūlu bi-l-qaḍāʾ wa-l-qadar". Intellectual History of the Islamicate World. ج. 2 ع. 1: 143–169. DOI:10.1163/2212943X-00201010.
- Sidarus، Adel Y. (1978). "Coptic Lexicography in the Middle Ages: The Coptic Arabic Scalae". في R. McL. Wilson (المحرر). The Future of Coptic Studies. E. J. Brill. ص. 125–142.
- Sidarus، Adel Y. (2002). "The Copto-Arabic Renaissance in the Middle Ages: Characteristics and Socio-Political Context" (PDF). Coptica. ج. 1: 141–160.
- Sidarus، Adel Y. (2005). "Medieval Coptic Grammars in Arabic: The Coptic Muqaddimāt" (PDF). Journal of Coptic Studies. ج. 3: 63–79. DOI:10.2143/JCS.3.0.503607.
- Sidarus، Adel Y. (2014). "Copto-Arabic Universal Chronography Between Antiquity, Judaism, Christianity and Islam: The K. al-Tawārīkh of N. al-Khilāfa Abū Shākir Ibn al-Rāhib (655 Heg. / 973 Mart. / 1257 Chr. / 1569 Alex. / 6750 AM)". Collectanea Christiana Orientalia. ج. 11: 221–250. DOI:10.21071/cco.v11i.204. S2CID:191188192.
- Sidarus، Adel Y. (2018). "Medieval Copto-Arabic Historiography (13th–14th c.)". Collectanea Christiana Orientalia. ج. 15: 157–183. DOI:10.21071/cco.v15i.1074. hdl:10400.14/32760. S2CID:165267469.
- Sobhy، George P. G. (1926). "Fragments of an Arabic MS. in Coptic Script". في H. G. Evelyn White (المحرر). The Monasteries of Wadi ʾn Natrûn, Part 1: New Coptic Texts from the Monastery of Saint Macarius. New York. ص. 231–269. مؤرشف من الأصل في 2025-01-22.{{استشهاد بكتاب}}:  صيانة الاستشهاد: مكان بدون ناشر (link)
- Swanson، Mark (2014). "Copto-Arabic Literature". في Gawdat Gabra (المحرر). Coptic Civilization: Two Thousand Years of Christianity in Egypt. The American University in Cairo Press. ص. 153–161.
- Worrell، William H. (1934). Coptic Sounds. University of Michigan Press.

## روابط خارجية
- المشروع الدولي للتأريخ القبطي العربي (ICAHP)
- فات قبطي 9 ، مجموعة من الأناجيل القبطية العربية المضيئة